# Francisco Correa de Arauxo

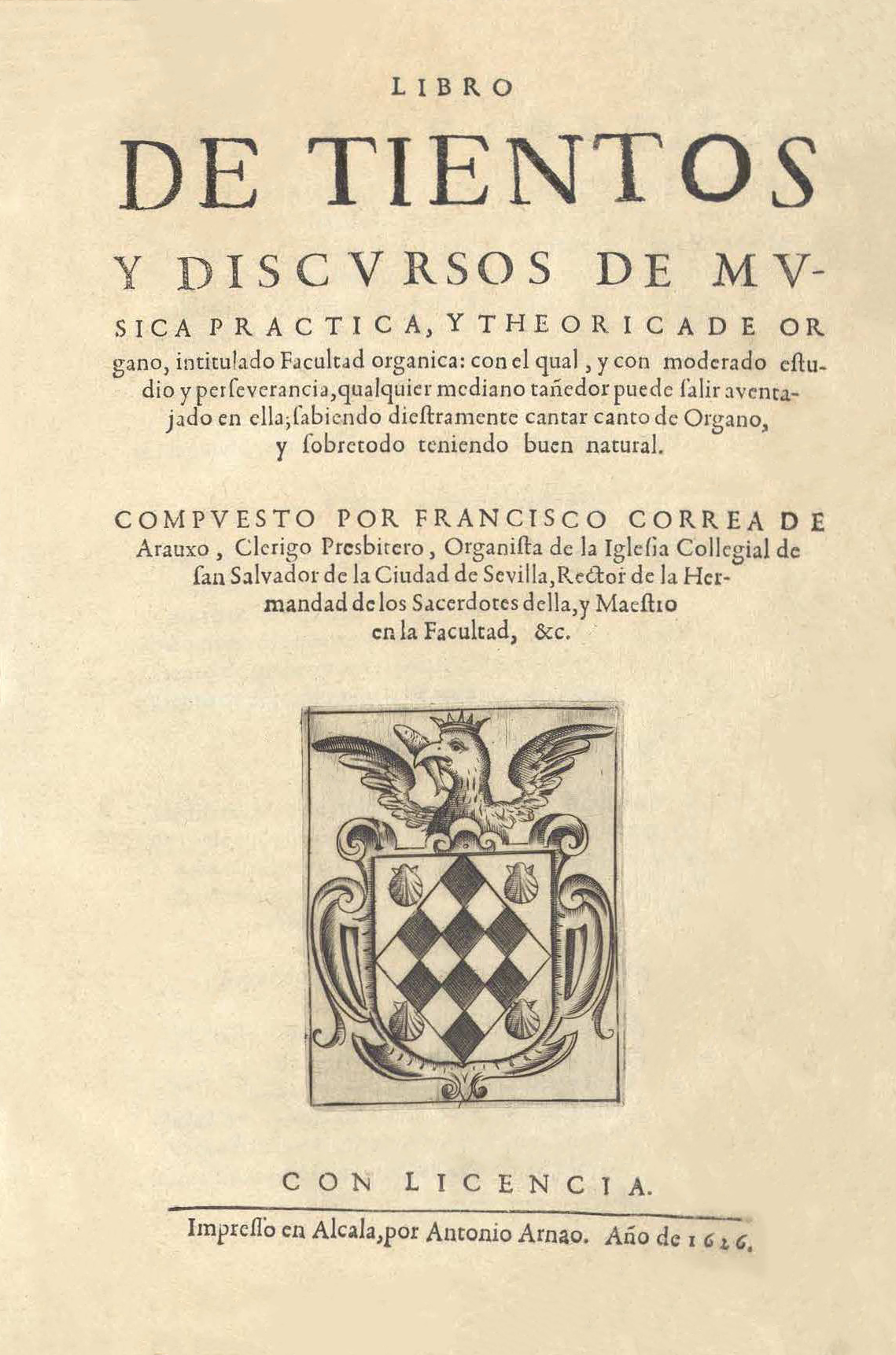
Libro de tientos y discursos de musica practica y theoríca de organo (1626).

Francisco Correa de Arauxo (o Correa de Araujo) (Siviglia, 16 settembre 1584 – Segovia, 31 ottobre 1654) è stato un compositore e organista spagnolo, fra i più importanti autori spagnoli fra il rinascimento e il barocco.

## Biografia
Le notizie biografiche su questo compositore andaluso sono scarse e spesso confuse. Figlio di un artigiano ottenne il suo primo lavoro di organista presso la chiesa di San Salvador a Siviglia all'età di 15 anni nel 1599, posto che mantenne fino al 1636. Nel 1608 viene ordinato sacerdote. Nel 1630 è arrestato e imprigionato per breve periodo a causa di alcune dispute con il collegio sacerdotale di Siviglia, che ebbero esito a lui sfavorevole. Per questo e altri motivi a noi sconosciuti desiderò chiedere lo spostamento in altre città spagnole senza però riuscirvi fino al 1636. Fu dunque prima a Jaen per 4 anni e poi dal 1640 nella cattedrale di Segovia, dove rimase per 14 anni, morendo nel 1654 in estrema povertà.

## La musica

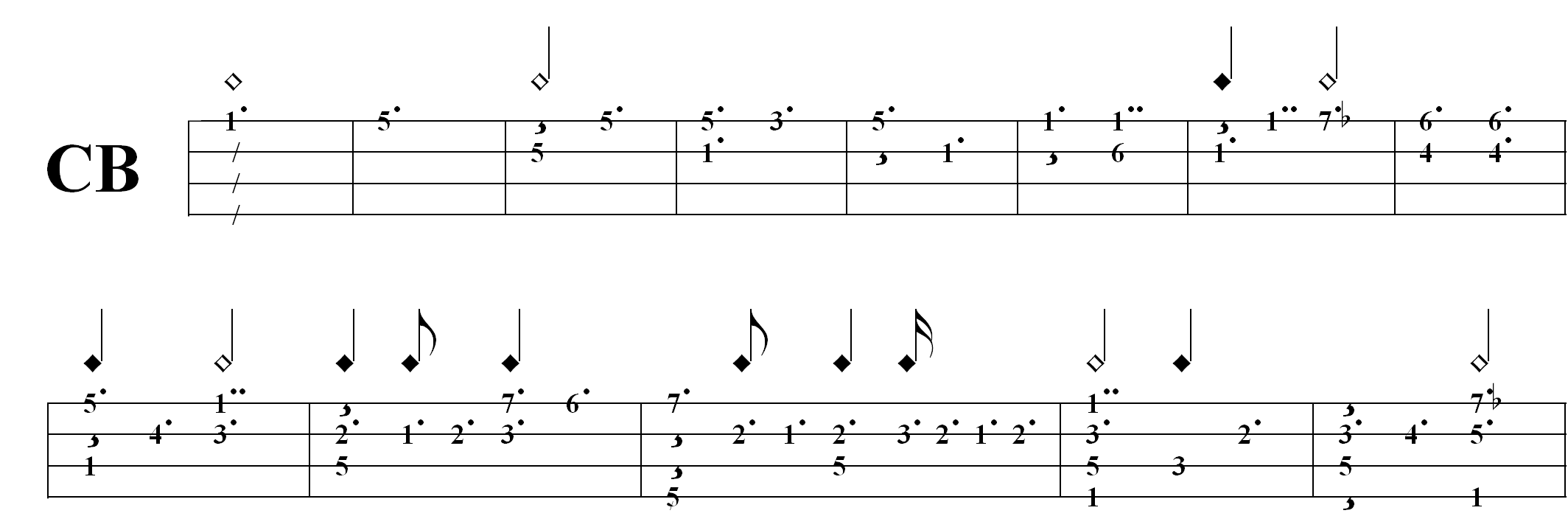
Tablatura (in stile spagnolo) per organo del "Tiento tercero de sexto tono"

Tutte le composizioni arrivate ai nostri tempi sono contenute nel saggio "Libro de tientos y discursos de musica practica, y theorica de organo intitulado Facultad organica" chiamato anche semplicemente "Facultad organica" ("L'abilità organistica"), pubblicato ad Alcalá de Henares nel 1626. Si tratta di 69 composizioni, 62 delle quali sono dei tientos, ordinate per progressiva difficoltà e precedute da una breve trattazione stilistica e musicale secondo l'uso dell'epoca. Tutte queste composizioni sono scritte per organo, strumento del quale il nostro autore era virtuoso.
Le sue opere presentano tutti i caratteri tipici della musica spagnola dell'epoca e ne sono la massima rappresentazione, raccogliendo l'eredità delle composizioni di Antonio de Cabezón; scritte spesso per strumenti a temperamento mesotonico, hanno ritmi particolari originari della sola Spagna, presentano abbellimenti e figurazioni virtuosistiche precipue dell'epoca e del luogo dove sono state scritte.